# George Schnéevoigt
George Schnéevoigt (* 23. Dezember 1893 als Fritz George Ernst Fischer in Kopenhagen; † 6. Februar 1961 ebenda) war ein dänischer Kameramann, Filmregisseur und Drehbuchautor.

## Leben und Wirken
George Schnéevoigt war ein Pionier des skandinavischen Kinos. Gemeinsam mit seiner Mutter, der finnischen Theaterschauspielerin Siri Fischer-Schnéevoigt, reiste er als 14-Jähriger nach Berlin. Dort erhielt er von Ludwig Hartau und Tilla Durieux Schauspielunterricht. Anschließend sah man den 18-Jährigen in kleinen Rollen am Neuen Schauspielhaus. Nebenbei ließ sich Schnéevoigt in der Fotografie und Kameratechnik fortbilden. 1912 kehrte er nach Kopenhagen zurück und begann, noch keine 20 Jahre alt, eine Tätigkeit als Kameramann und Regisseur für eine kleine Filmgesellschaft. 1915 wurde er von der Produktionsfirma Nordisk eingestellt und setzte seine Arbeit in beiden Funktionen fort. Durch die Zusammenarbeit mit dem Regisseur Carl Theodor Dreyer erreichte George Schnéevoigt unmittelbar nach Ende des Ersten Weltkriegs seinen künstlerischen Zenit.
1920/21 fotografierte George Schnéevoigt mehrere Filme in Schweden und Norwegen, nach einem Zwischenstopp in Kopenhagen 1924 auch einen Film (Pietro, der Korsar) in Deutschland. 1926 bzw. 1928/29 ging George Schnéevoigt für mehrere Verpflichtungen erneut nach Norwegen. Ab 1928 arbeitete er nur noch als Regisseur. Seine Spezialität wurden nordische Stoffe, „in denen er die Landschaft als zentrales Handlungs- und Gestaltungselement miteinbezog.“ Seinen ersten Tonfilm Eskimo drehte Schnéevoigt 1930 auf Grönland in einer dänisch- und in einer deutschsprachigen Version. Ebenfalls Beachtung fand seine in Lappland spielende Liebesgeschichte Laila (1936), die er bereits 1928/29 erstmals in Norwegen als Stummfilm inszeniert hatte.
„Schnéevoigts Inszenierungen waren von einer inhaltlichen wie gestalterischen Schlichtheit, bisweilen von großer, naturalistischer Naivität geprägt.“ 1942 beendete George Schnéevoigt, der seine Tonfilminszenierungen stets mit dem Kameramann Valdemar Hermann Christensen gedreht hatte, seine filmischen Tätigkeiten.

## Privates
Im Februar 1915 heiratete er in erster Ehe die fast 20 Jahre ältere dänische Tänzerin Tilly von Kaulbach (1874–1966), für deren Firma „Kaulbachs Kunstfilm“ er bereits 1913 drei Filme inszeniert hatte. Sein 1901 in Deutschland geborener Stiefsohn Fridtjof Kaulbach, der in diesem Filmen mitgewirkt hatte, war ein Patenkind Fridtjof Nansens und wurde nach seinem Patenonkel benannt.
George Schnéevoigts Mutter Siri Schnéevoigt hatte 1937 in seinem Film Laila mitgewirkt, der im September 1938 als Der dunkle Ruf auch im Deutschen Reich gezeigt wurde.
Sein Sohn Alf Bent George Schnéevoigt (1915–1982) wiederum arbeitete auch als Kameramann, allerdings nur während der deutschen Besatzung Dänemarks im Zweiten Weltkrieg. Überdies war George Schnéevoigt der Neffe von Jean Sibelius.

## Filmografie

### Als Kameramann
- 1913: Stærkere end dynamit
- 1913: Under galgen
- 1915: Kærlighedslængsel
- 1915: Selskabsdamen
- 1915: Skelethånden
- 1916: En kunstners kærlighed
- 1917: Den grønne bille
- 1919: Der Präsident (Præsidenten)
- 1920: Blätter aus dem Buche Satans (Blade af satans bog)
- 1920: Nach Recht und Gesetz / Die Pfarrerswitwe (Prästänkan)
- 1921: Segen der Erde (Markens grøde)
- 1922: Potteplanten
- 1922: Es war einmal (Der var engang)
- 1923: Livets karneval
- 1925: Pietro, der Korsar
- 1925: Der Herr des Hauses (Du skal ære din hustru)
- 1926: Grænsefolket
- 1928: Café X
- 1928: Viddenes Folk

### Als Regisseur
- 1913: Skyggedanserinden (auch Drehbuch)
- 1915: Skelethånden
- 1915: Fædrenes synd
- 1916: Totentanz (Dødedansen)
- 1916: Kong Alavarika gravkammer
- 1918: Dykkerklokkens hemmerlighed (auch Drehbuch)
- 1926: Baldevins bryllup
- 1929: Laila – Die Tochter des Nordens (Laila) (auch Drehbuch)
- 1930: Der weiße Gott (Eskimo) (auch Drehbuch)
- 1931: Hotel Paradis
- 1931: Præsten i Vejlby
- 1932: Skal vi vædde en million?
- 1932: Odds 777
- 1932: Kirke og orgel
- 1932: Nyhavn 17
- 1932: 13 år (auch Drehbuch)
- 1933: De blå drenge
- 1933: Kobberbryllup
- 1933: Tango
- 1934: Lynet
- 1934: Rasmines bryllup
- 1934: Nøddebo præstegård
- 1935: Der Gouverneur des Zaren (Fredløs) (auch Drehbuch)
- 1936: Ite trækning
- 1937: Der dunkle Ruf / Wo die Rentiere ziehen (Laila)
- 1938: Champagnegaloppen
- 1939: Cirkus
- 1940: Jeg har elsket og levet
- 1942: Alle mand på dæk
- 1942: Tordenskjold går i land